# The 30th Anniversary Concert Celebration
Albums de Bob Dylan
Good as I Been to You
(1992) World Gone Wrong
(1993)
The 30th Anniversary Concert Celebration est un album live enregistré en 1992, lors du concert célébrant les 30 ans de carrière de Bob Dylan. De nombreux interprètes y ont participé, y compris Dylan lui-même.

## Titres
Toutes les chansons sont de Bob Dylan. Entre parenthèses, les interprètes.

### Disque 1
1. Like a Rolling Stone (John Cougar Mellencamp) – 6:53
2. Leopard-Skin Pill-Box Hat (John Cougar Mellencamp) – 4:20
3. Introduction by Kris Kristofferson – 0:55
4. Blowin' in the Wind (Stevie Wonder) – 8:53
5. Foot of Pride (Lou Reed) – 8:47
6. Masters of War (Eddie Vedder et Mike McCready) – 5:06
7. The Times They Are a-Changin' (Tracy Chapman) – 3:01
8. It Ain't Me Babe (June Carter Cash et Johnny Cash) – 3:50
9. What Was It You Wanted? (Willie Nelson) – 5:47
10. I'll Be Your Baby Tonight (Kris Kristofferson) – 3:04
11. Highway 61 Revisited (Johnny Winter) – 5:05
12. Seven Days (Ronnie Wood) – 5:26
13. Just Like a Woman (Richie Havens) – 5:50
14. When the Ship Comes In (The Clancy Brothers et Robbie O'Connell, avec Tommy Makem en invité spécial) – 4:23
15. You Ain't Going Nowhere (Mary Chapin Carpenter, Rosanne Cash et Shawn Colvin) – 3:52

### Disque 2
1. Just Like Tom Thumb's Blues (Neil Young) – 5:38
2. All Along the Watchtower (Neil Young) – 6:20
3. I Shall Be Released (Chrissie Hynde) – 4:26
4. Don't Think Twice, It's All Right (Eric Clapton) – 6:09
5. Emotionally Yours (O'Jays) – 5:43
6. When I Paint My Masterpiece (The Band) – 4:23
7. Absolutely Sweet Marie (George Harrison) – 4:43
8. License to Kill (Tom Petty & the Heartbreakers) – 4:52
9. Rainy Day Women #12 & 35 (Tom Petty & the Heartbreakers) – 4:44
10. Mr. Tambourine Man (Roger McGuinn avec Tom Petty & the Heartbreakers) – 4:10
11. It's Alright, Ma (I'm Only Bleeding) (Bob Dylan) – 6:21
12. My Back Pages (Bob Dylan, Roger McGuinn, Tom Petty, Neil Young, Eric Clapton, George Harrison) – 4:39
13. Knockin' on Heaven's Door (tous) – 5:38
14. Girl from the North Country (Bob Dylan) – 5:12